# 波蘭第1裝甲師
波蘭第一裝甲師 （ 波蘭語:1 Dywizja Pancerna ）是第二次世界大戰期間 波蘭武裝部隊在西方的一個裝甲師 。 1942年2月在蘇格蘭的鄧斯創建，它由斯坦尼斯瓦夫·馬切克 少將指揮，峰值約有16000名士兵。 這個師在1944年8月在諾曼底戰役的最後階段曾經在“ 合計”和“尚布瓦之戰”中作戰，然後繼續在整個北歐戰役中作戰，主要是作為加拿大陸軍第1軍團的一部分 。

## 歷史
波蘭第1裝甲師於1942年2月在蘇格蘭成立。當時，其指揮官是斯坦尼斯·馬切克。該師在1944年7月在諾曼底登陸。該師曾經在法萊斯戰役中成功封鎖德軍，使得盟軍的包圍計劃成功。隨後，該師隨盟軍挺進，在途中，該師解放了伊普雷斯，甘特，帕森戴爾以及布雷達。1945年，該師曾經奪下由納粹德國所控制的威廉港。

### 形成
在1940年波蘭和法國淪陷之後，在這兩次戰役中戰鬥的剩餘波蘭軍隊都與英國軍隊一起撤退到了英國。

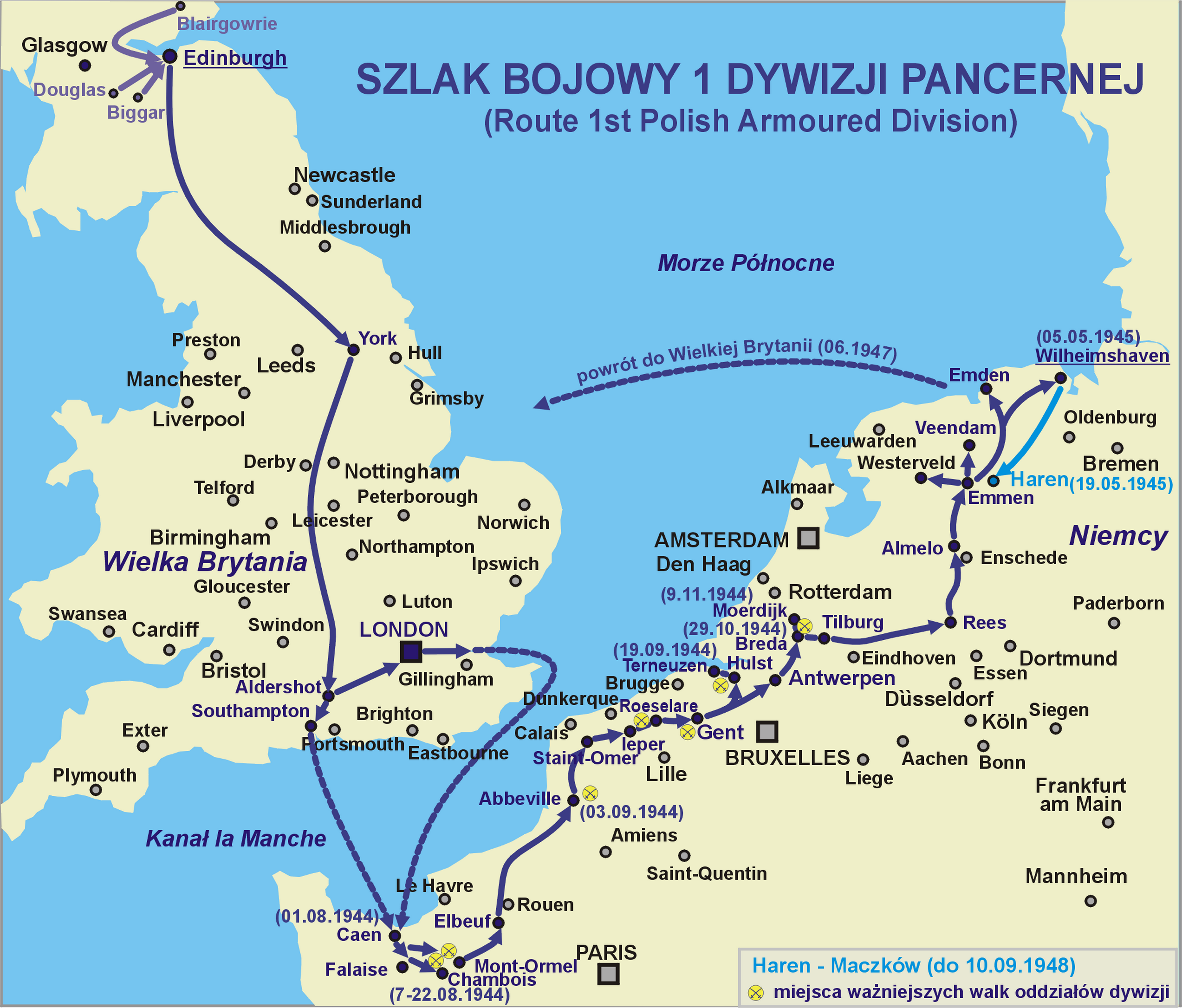
第二次世界大戰期間師圑採取的路線圖。

波蘭第一裝甲師駐紮在蘇格蘭，是波蘭第一軍團的一部分，隸屬於1940 - 1941年守衛大約200公里英國海岸的瓦迪斯瓦夫·西科爾斯基。 該司司令斯坦尼斯瓦夫·馬切克將軍是波蘭首屈一指的機械化指揮官，他在1939年指揮的第10機械化旅的許多下屬軍官已經與他一起前往英格蘭。 他們組織英國裝甲師模型，配備英國製服，武器和坦克。 他們最初訓練裝備為十字軍坦克，但在1943年底和1944年初，換裝克倫威爾坦克、M4雪曼戰車、雪曼螢火蟲坦克和司事式自走砲。 後來他們和加拿大第4裝甲師一起參與戰爭。

### 諾曼地
到1944年7月底，第一裝甲師已經轉移到諾曼底，它的最終成分是8月1日。該部隊隸屬於加拿大陸軍第1軍團，是盟軍第21集團軍的一部分。這可能是為了幫助溝通，因為絕大多數波蘭人從1940年起抵達英國時不會說英語。 8月8日，在總計行動中，該司加入了戰鬥。由於盟軍飛機的友军误伤，兩次遭受嚴重傷亡，但是在蒙奧梅爾和尚布瓦的戰鬥中取得了與德國國防軍的勝利。這一系列的攻防行動，後來被稱為法萊斯之戰，大批德軍和黨衛軍師被困在法萊茲口袋中，隨後被摧毀。馬切克師在被困德軍師的逃生路線上起了關鍵作用，因此戰鬥非常激烈，在第八步兵營和第九步兵營的支援下，第二波蘭裝甲團，第二十四波蘭槍騎兵和第十龍騎兵，德軍襲擊首當其衝，試圖擺脫口袋。他們被彈藥包圍並用完，他們經受了來自多個逃亡裝甲師不斷的攻擊，持續48小時，直到他們放鬆。

### 比利時和荷蘭
盟軍從諾曼底爆發後，波蘭第一裝甲師沿英吉利海峽沿海追擊德軍。解放了聖奧梅爾 ， 伊佩爾 ，奧斯特涅諾克，魯斯萊爾，蒂爾特，賴斯萊德和根特等城鎮。 馬切克將軍策劃和執行的一次成功的迂迴演習，使得布雷達市得以解放，沒有任何平民傷亡（1944年10月29日）。 該司在1944年至1945年的冬季，在萊茵河南岸守衛著荷蘭穆爾代克附近的一個部門。 1945年初，它被轉移到上艾瑟爾省，並開始推動沿荷蘭和德國邊界的盟國，解放德倫特省和格羅寧根省的東部地區，包括埃門，庫福爾登和斯塔茨卡納爾。

### 德國

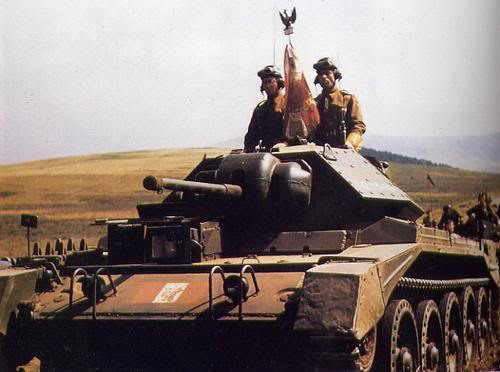
波蘭第1裝甲師使用的十字軍坦克在英國哈丁頓,1943年。

1945年4月，第一裝甲進入德國埃姆斯蘭地區。 5月6日，該部隊繳獲了威廉港的納粹德國海軍基地，馬切克將軍接受了要塞，海軍基地， 東弗里斯蘭艦隊和10多個步兵師的投降。 在那裡，該司結束了戰爭，並由波蘭第一個獨立降落傘旅加入了佔領職責，直到1947年解散。 它與西方被佔領土上的許多波蘭流離失所者一起，在德國哈倫（Haren）形成了一個波蘭飛地，這個飛地曾經被稱為“麥克庫夫”（Maczków）。 大多數士兵選擇不返回到蘇聯佔領下的波蘭 ，而寧願流亡 。  波蘭研究所和倫敦西科爾斯基博物館展出了馬切克和第一波蘭裝甲師的許多文物和紀念品。

### 解散

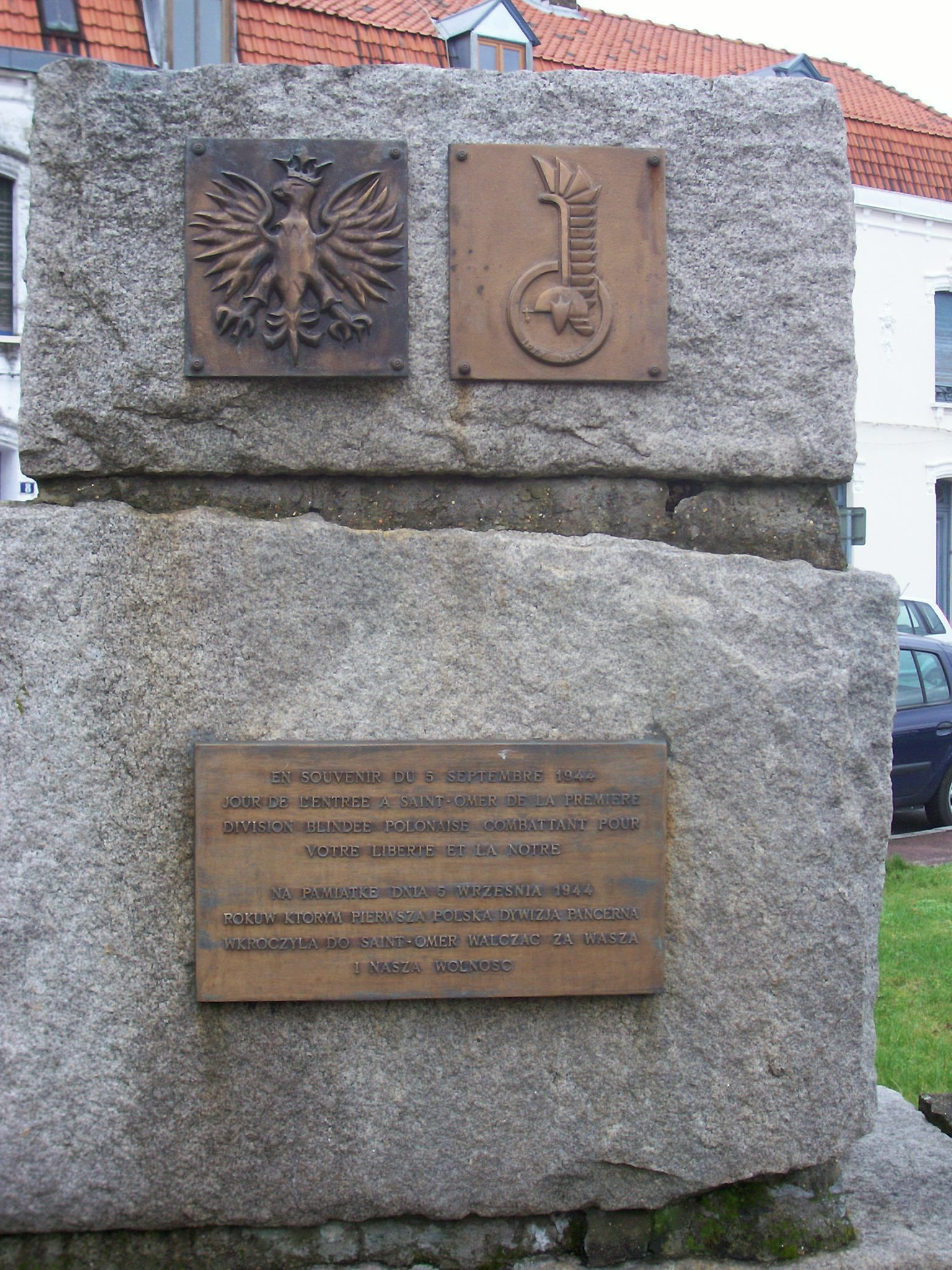
一座位於奧馬爾的紀念碑。該紀念碑是爲紀念波蘭第1裝甲師而設立的

二戰結束後，該師繼續執行佔領任務直到1947年該師解散。該師解散後，大部分的戰士都沒有選擇回到被蘇聯控制的波蘭，而是選擇繼續流亡。

## 裝備
- 十字軍戰車
- 克倫威爾戰車
- M4雪曼戰車
- 雪曼螢火蟲坦克
- 司事式自走炮